# Anamartus aurosericeus
Anamartus aurosericeus is een keversoort uit de familie bastaardglanskevers (Kateretidae). De wetenschappelijke naam van de soort werd in 1873 gepubliceerd door Edmund Reitter.